# Kostel svaté Kateřiny (Hartmanice)
Kostel svaté Kateřiny Alexandrijské v Hartmanicích je jednolodní gotický kostel v někdejším horním městečku na severním úbočí Šumavy. Vznikl pravděpodobně v 15. století, nelze ale vyloučit i starší původ. Od roku 1964 je kostel chráněn jako kulturní památka.

## Historie

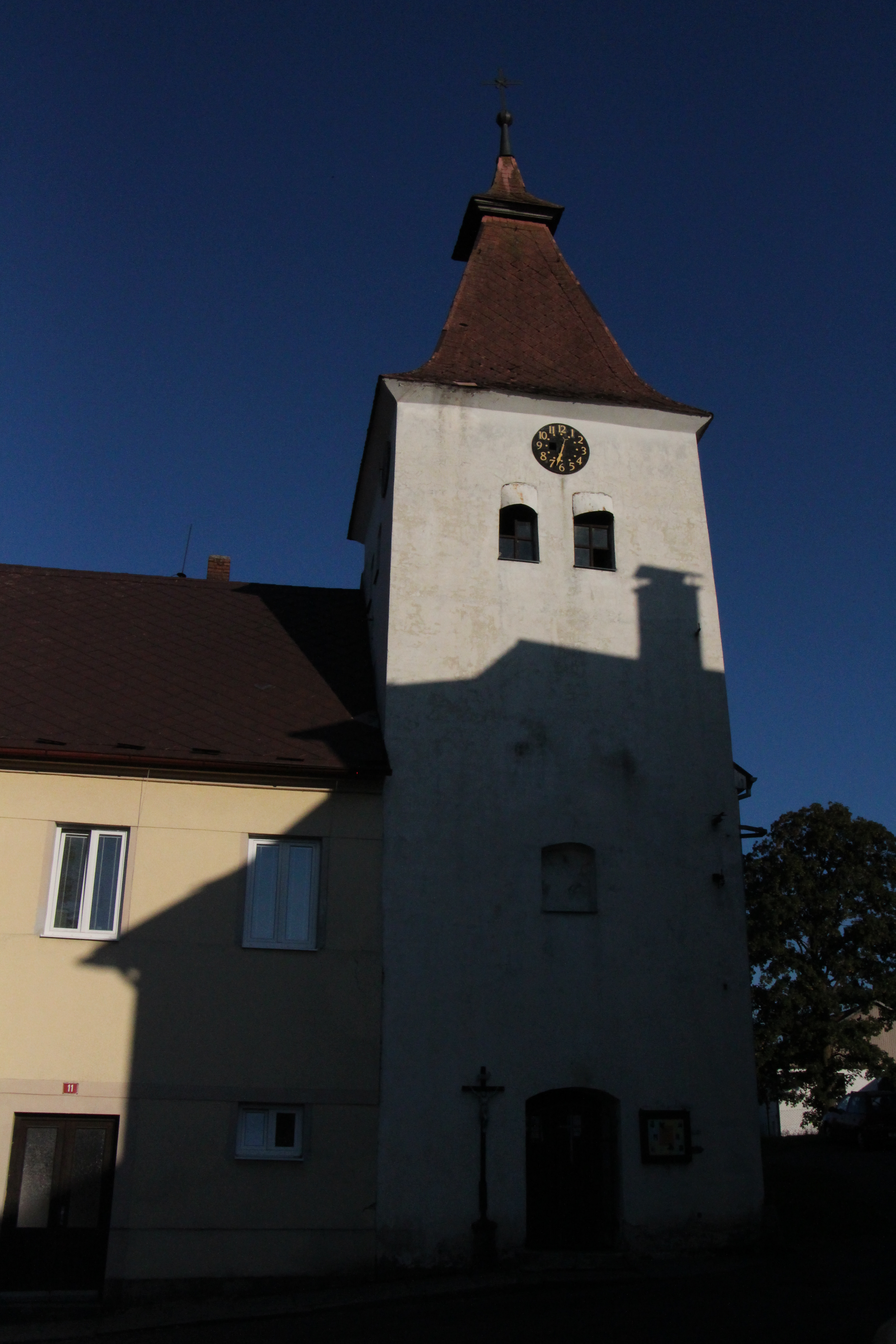
Věž kostela

Vznik pozdně gotického jednolodního kostela je datován do 15. století, nelze však vyloučit jeho starší původ, který se dá odvodit od některých stavebních prvků nebo prvních upomínek na Hartmanice v roce 1320 nebo na farnost v roce 1332. Považuje se za nejstarší kostel v oblasti Šumavy, včetně jeho podhůří. Svaté Kateřině byl kostel zasvěcen v roce 1644, viz stříbrný mešní kalich s nápisem "Tento Kalich Nalezi S. Katerzinie Do Hartmanic Anno 1644". V dobách solných karavan si v něm soumaři vyprošovali boží požehnání před další cestou přes hvozd. Kostel byl upravován v 17., 18. a 19. století. Nejdůležitější byla barokní úprava z 18. století. Po roce 1945 se využíval jenom omezeně. Dlouho nebyl opravován a chátral. Dnes má nové zastřešení a v roce 2021 byly do věže nainstalovány nově opravené tři zvony. Kostel přináleží římskokatolické farnosti ze správou ze Sušice. Samostatná farnost je v Hartmanicích od roku 1856. Bohoslužby se konají v neděli v 10:30 nebo v 11.30 hod.

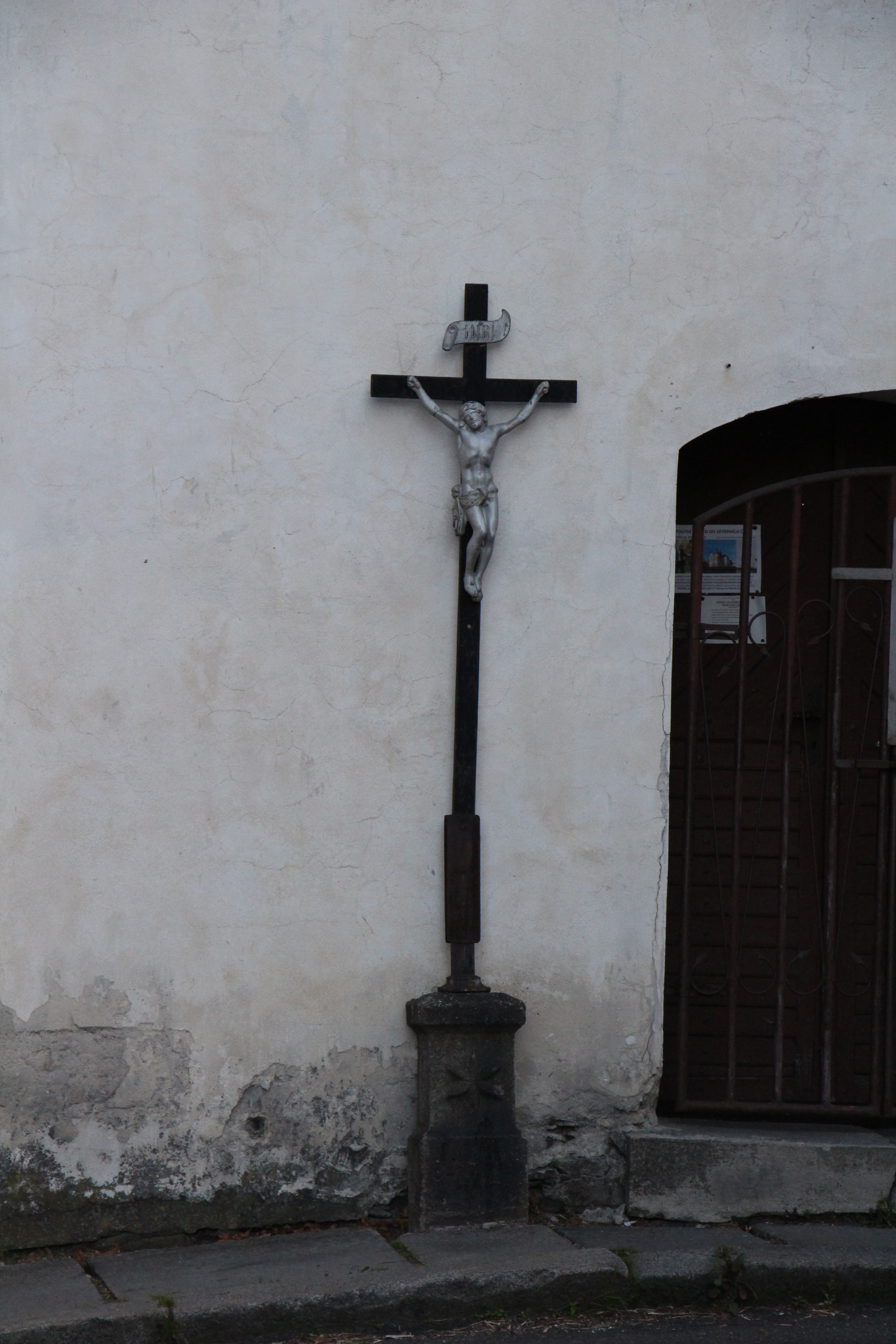
Kříž před kostelem